# السابحة في النار (فلم)
السابحة في النار هو فيلم مصري من إخراج محمد كامل حسن المحامي وبطولة سميرة أحمد، عماد حمدي، شكري سرحان، زوزو حمدي، ثريا فخري ووداد حمدي، صدر الفيلم في 14 سبتمبر 1959.
الفيلم هو أول فيلم يخرجه محمد كامل حسن المحامي

## نبذة
تقع (راوية) في حب (ممدوح) الشاب الثري العابث الذي يتفاخر بهذه العلاقة بين زملائه، فتشعر بالخجل، وتتركه وتذهب إلى طنطا لتقيم عند أخيها، تقابل (مدحت )الطبيب الناجح، وتتزوجه، بعد مرور سبع سنوات يعود (ممدوح) من أوروبا بعد أن فشل في دراسته، وتفاجأ بأنه ابن شقيق (مدحت)، وأنه يحاول إلقاء شباكه عليها، خاصةً أنه يقيم معهم في نفس المنزل.

## وصلات خارجية
- السابحة في النار على موقع قاعدة بيانات الأفلام العربية